# 马拉加港
马拉加港（西班牙語：Puerto de Málaga）是一座国际港口，位于西班牙南部的马拉加，地中海的太阳海岸。马拉加港是西班牙最古老的港口，也是地中海最古老的港口之一。主要承载了集装箱、散货等物的运输。
公元前1000年，腓尼基人建造了马拉加港。16世纪至17世纪，马拉加港开始快速发展。1900年至1910年，港口设施全面重建，走向现代化，此外还新增了客运站。1920年，港口开始支持石油出口。